# Ricardo Villalba Rubio
Ricardo Villalba Rubio (Toledo, España, 24 de enero de 1892 - 10 de mayo de 1994) fue un militar español que combatió en la guerra de Marruecos, en la guerra civil española y en la Segunda Guerra Mundial.

## Biografía
Ricardo Villalba Rubio nació el 24 de enero de 1892 en Toledo, en el seno de una ilustre familia Militar. Su padre José Villalba Riquelme era a la sazón profesor de la Academia de Infantería de Toledo (que luego llegaría a dirigir). Su madre era Luz Rubio Rivas. Tanto él como sus hermanos —José Eduardo, Álvaro, Antonio, Carlos y Fernando— recibieron de su padre el espíritu que los decidió por la carrera de las armas.
A los 14 años ingresó en la Academia de Infantería de Toledo, en la promoción en la que se forjaron ilustres militares como Francisco Franco Bahamonde, Camilo Alonso Vega, Francisco Franco Salgado-Araujo y otros. Se casó en primeras nupcias con María Rosa Morales Morales, con quien tuvo tres hijos, y tras su fallecimiento contrajo segundas nupcias con María Dolores Talavera Banegas, con quien tuvo otros cinco hijos.
Al salir de la Academia de Infantería con el empleo de segundo Teniente fue adscrito al Regimiento Córdoba N.º 10 de guarnición en Granada, y más tarde es destinado a la guerra del Rif, donde demostró su arrojo y valentía en diversos combates, siéndole concedidas numerosas condecoraciones.
Asciende a Teniente y es destinado a la Academia de Infantería de Toledo como profesor de matemáticas y como profesor de gimnasia (educación física). En el año 1917 es ascendido a Capitán y destinado como ayudante de su padre, el General de División José Villalba Riquelme, que ocupaba el cargo de Gobernador militar del Campo de Gibraltar.
En el año 1920 su padre, ministro de la Guerra, funda la Escuela Central de Gimnasia (Escuela de Educación Física y Deportes de Toledo) y a ella se incorpora su hijo Ricardo como primer profesor, cargo que ostentará hasta el comienzo de la guerra civil española.

## Guerra civil española
El 18 de julio de 1936 continuaba en su destino en la Escuela Central de Educación Física de Toledo y decide sublevarse y unirse al movimiento. Pero espera la llegada de su coronel José Moscardó Ituarte, que se había ausentado para ir a las olimpíadas de Berlín. Después de darles largas a las autoridades de Madrid sobre sus intenciones, los sublevados declaran el estado de guerra el 21 de julio en el Patio del Alcázar de Toledo y en la Plaza de Zocodover, entre otros lugares.
Antes de encerrarse en la fortaleza del Alcázar de Toledo, el comandante Villalba facilita el transporte desde la Fábrica de Armas de Toledo al Alcázar toda la munición que ésta alberga. Se organiza una columna formada fundamentalmente por Guardias Civiles y soldados, que realiza el traslado sin que los enviados del Gobierno puedan evitarlo. Tras esto, se refugian en el Hospital de Tavera, esperando a las tropas que desde Madrid son enviadas con intención de reducirlos y que son capitaneadas por el general José Riquelme y López-Bago, su tío., tropas que son fijadas frente al Hospital de Tavera, evitando su avance hacia el interior de la capital toledana, y rechazadas de forma enérgica por los sublevados al mando de Villalba durante casi dos días, hasta que faltos de víveres y municiones los sublevados optan por una retirada organizada en la que no se perdió ni un solo elemento bajo su mando.
El comandante Villalba se retira con sus hombres tras los muros del Alcázar de Toledo y ya no saldrá hasta su liberación a primeros de septiembre de 1936
En el Alcázar se iniciaron los preparativos de la defensa y en ellos Ricardo Villalba tuvo un papel muy destacado: El máximo, según dijeron después la mayoría los sublevados. Mantuvo el espíritu de los combatientes y jamás permitió que cosa alguna distrajera la voluntad de resistencia de la fortaleza. Fue herido en cuatro ocasiones y ascendido por méritos de guerra.
Liberado el Alcázar y repuesto de sus heridas, continuó la Guerra organizando los Batallones de Esquiadores Escaladores, pasando a las órdenes del General Moscardó en el frente de Guadalajara, y posteriormente participó en las batallas de Extremadura y del Ebro, mandando la Infantería Divisionaria de la 74.ª División, terminando la contienda con la entrada de su División en Madrid en 1939.

## Tras la Guerra Civil
Terminada la Guerra, Ricardo Villalba Rubio fue destinado con el cargo de Director a la Escuela Central de Educación Física.

## División Azul
Participó con el grado de Coronel en la División Azul al mando del Regimiento de Infantería 263 bajo el
mando del general Agustín Muñoz Grandes siendo felicitado por dicho general en numerosas ocasiones. Tras el relevo del General Muñoz Grandes, continuó a las órdenes del sucesor de éste, el General Emilio Esteban Infantes. De vuelta a España, se reincorporó a su anterior cargo en la jefatura de la Escuela de Educación Física de Toledo.
Posteriormente fue destinado a mandar el grupo de Infantería de Regulares Alhucemas N.º 5, donde fue promovido a General de Brigada el 29 de febrero de 1952. Después de mandar la Infantería Divisionaria de la División n.º 12, es nombrado Gobernador Militar de Cáceres, cargo que ocupa hasta finales de enero de 1954.
En 1954 es nombrado Presidente del Patronato de Huérfanos del Ejército (primero de tropa y posteriormente de oficiales), cargo en el que se hizo muy querido por los huérfanos y en el que aún hoy es recordado con cariño. Su lema de "mens sana in corpore sano" la llevó a la práctica en los colegios dotándoles de gimnasios e instalaciones deportivas muy completas. Durante su Presidencia se abrió un abanico de posibilidades al huérfano, consiguiendo que pudieran acceder de forma paulatina a todas las carreras técnicas y universitarias. Cesó en este cargo el 25 de abril de 1970.
Fue asimismo Teniente de Alcalde del Ilustrísimo Ayuntamiento de Madrid en la época en que fue edil don José María Finat y Escrivá de Romaní, Conde de Mayalde (1952-1965).
El 10 de diciembre de 1976 es nombrado General de División Honorario de la Segunda Reserva en Madrid, cargo que ocupó hasta su fallecimiento el día 10 de mayo del año 1994, a los 102 años de edad. Su cuerpo fue enterrado en la Cripta del Alcázar de Toledo.

## Condecoraciones
- Cuatro Cruces Rojas sencillas
- Cruz Roja pensionada
- Cruz de María Cristina
- Tres cruces de Guerra
- Dos Propuestas de medalla Militar
- Propuesta de una Cruz Laureada de San Fernando
- Cruz Laureada de San Fernando colectiva por la defensa del Alcázar de Toledo
- Cruz de Hierro de primera clase del ejército alemán
- Cruz Mérito Militar de Italia
- Cruz de la Corona de Italia
- Comendador de Flechas Rojas de FET y de las JONS
- Placa de la Orden de Alfonso XII
- Dos Cruces Blancas al Mérito Militar
- Cruz y placa de la Orden de San Hermenegildo.

## Obras escritas
Método para la instrucción del soldado de Infantería
Atletismo (cuatro tomos)
Ficha médico-física para los estudiantes universitarios
Diversas conferencias dadas a los maestros Nacionales de Pamplona
Ejercicios sobre el plano en el desarrollo de temas tácticos
Fichas escolares para su aplicación en los Colegios de Huérfanos del Ejército de Tierra